# Archiprezbiterat Coimbra Urbana
Archiprezbiterat Coimbra Urbana (pol. Coimbra Miasto) − jeden z 10 wikariatów diecezji Coimbra, składający się z 15 parafii:
- Parafia Ceira
- Parafia Coselhas (reitoria)
- Parafia Deanteiro (reitoria)
- Parafia Nossa Senhora de Lurdes
- Parafia Pedrulha (reitoria)
- Parafia Santa Clara
- Parafia Santa Cruz
- Parafia São Bartolomeu
- Parafia Santo António dos Olivais
- Parafia São João Batista
- Parafia São José
- Parafia São Martinho do Bispo
- Parafia Sé Nova
- Parafia Sé Velha
- Parafia Torres do Mondego